# Йерусалимски синдром
Йерусалимският синдром е група от психични явления, включващи наличие на религиозни или обсесивни идеи, заблуди или други подобни на психоза преживявания, които са предизвикани от посещение на град Йерусалим.
Не е ендемичен сред една-единствена религия или вероизповедание, но засяга евреи, християни и мюсюлмани от различни среди.
Най-известната проява на синдрома е когато един човек, който изглежда по принцип е балансиран и лишен от каквито и да било признаци на психопатология, получи психоза след пристигането си в Йерусалим. Психозата се характеризира с интензивно религиозна тема и обикновено се възстановява напълно след няколко седмици или след като човекът бива отстранен от областта. Религиозният фокус на Йерусалимския синдром го отличава от други явления, като например Синдрома на Стендал във Флоренция или Парижкия синдром за японските туристи.